# Championnat d'Uruguay de football 2022
Navigation
Édition précédente Édition suivante
La saison 2022 du Championnat d'Uruguay de football est la cent-dix-neuvième édition du championnat de première division en Uruguay. Les seize meilleurs clubs du pays s'affrontent lors de trois tournois saisonniers, Ouverture, Intermédiaire et Clôture. Les vainqueurs des tournois Ouverture et Clôture se qualifient pour la phase finale pour déterminer le champion d'Uruguay. La relégation est déterminée par un classement de la moyenne des points cumulée des deux dernières saisons.
Le Club Atlético Peñarol est le tenant du titre.

## Organisation
Après les saisons 2020 et 2021 perturbées par la pandémie de Covid-19, le tournoi intermédiaire refait son apparition.
Le championnat se déroule en quatre temps distincts : le tournoi d'ouverture, le tournoi intermédiaire, le tournoi de fermeture et la phase finale.
Lors du tournoi d'ouverture les équipes se rencontrent une fois, soit 15 journées. Le vainqueur se qualifie pour la demi finale de la phase finale pour y rencontrer le vainqueur du tournoi de fermeture. Si le vainqueur du tournoi d'ouverture ne parvient pas à se qualifier pour la Copa Libertadores en fin de saison, il sera automatiquement qualifié pour la Copa Sudamericana.
Lors du tournoi intermédiaire, les équipes sont divisées en deux groupes de huit et se rencontrent une fois, soit 7 journées.
Lors du tournoi de fermeture les équipes se rencontrent une fois, soit 15 journées. Le vainqueur se qualifie pour la demi finale de la phase finale pour y rencontrer le vainqueur du tournoi d'ouverture. Si le vainqueur du tournoi de fermeture ne parvient pas à se qualifier pour la Copa Libertadores en fin de saison, il sera automatiquement qualifié pour la Copa Sudamericana.
La phase finale commence avec une demi finale entre les deux vainqueurs des tournois d'ouverture et de fermeture. Le vainqueur sera opposé en finale au club à la première place du classement cumulé (ce classement est établi avec tous les résultats de la saison comprenant le tournoi d'ouverture, le tournoi intermédiaire et le tournoi de fermeture).

## Qualifications continentales
Le champion d'Uruguay, finaliste vainqueur de la phase finale, est qualifié pour la Copa Libertadores 2023. Le finaliste perdant où le vice champion du classement cumulé si la finale n'a pas été disputée, accompagne le champion en Copa Libertadores.
Les deux clubs les mieux classés au classement cumulé, autres que le champion et le vice-champion, se qualifient pour la phase de qualification de la Copa Libertadores 2023.
Les quatre clubs non qualifiés pour la Copa Libertadores, les mieux placés au classement cumulé, obtiennent une place pour la Copa Sudamericana 2023. 

## Les clubs participants
| Club                             | Entraîneur          | Ville                  | Stade                                                   | Capacité |
| -------------------------------- | ------------------- | ---------------------- | ------------------------------------------------------- | -------- |
| Club Atlético Boston River       | Ignacio Ithurralde  | Montevideo             | Stade Juan Antonio Lavalleja                            | 7 000    |
| Centro Atlético Fénix            | Ignacio Pallas      | Montevideo             | Estadio Parque Capurro                                  | 5 500    |
| Liverpool Fútbol Club            | Jorge Bava          | Montevideo             | Estadio Belvedere                                       | 8 384    |
| Montevideo Wanderers Fútbol Club | Daniel Carreño      | Montevideo             | Parque Alfredo Víctor Viera                             | 15 000   |
| Club Nacional de Football        | Pablo Repetto       | Montevideo             | Estadio Gran Parque Central                             | 34 000   |
| Club Atlético Peñarol            | Mauricio Larriera   | Montevideo             | Estadio Campeón del Siglo                               | 40 000   |
| Club Atlético River Plate        | Gustavo Díaz        | Montevideo             | Parque Federico Omar Saroldi                            | 6 000    |
| Plaza Colonia                    | Eduardo Espinel     | Colonia del Sacramento | Parque Cincuentenario Juan G. Prandi                    | 4 500    |
| Cerro Largo Fútbol Club          | Danielo Núñez       | Melo                   | Stade Empleados del Comercio                            | 6 000    |
| Montevideo City Torque           | Román Cuello        | Montevideo             | Stade Centenario                                        | 60 235   |
| Club Atlético Rentistas          | Diego Jaume         | Montevideo             | Stade Complejo Rentistas                                | 6 500    |
| Club Deportivo Maldonado         | Francisco Palladino | Maldonado              | Stade Domingo Burgueño Miguel                           | 17 172   |
| Club Sportivo Cerrito            | Adrián Fernández    | Montevideo             | Stade Parque Palermo                                    | 6 500    |
| Albion Football Club             | Ignacio Risso       | Montevideo             | Stade Parque Federico Omar Saroldi                      | 5 176    |
| Danubio Fútbol Club              | Jorge Fossati       | Montevideo             | Stade Jardines del Hipódromo María Mincheff de Lazaroff | 18 000   |
| Defensor Sporting Club           | Héctor Rodríguez    | Montevideo             | Stade Luis Franzini                                     | 16 000   |

## Compétition

### Tournoi d'ouverture
| Rang | Équipe                 | Pts | J  | G  | N | P | Bp | Bc | Diff |
| ---- | ---------------------- | --- | -- | -- | - | - | -- | -- | ---- |
| 1    | Liverpool              | 32  | 15 | 10 | 2 | 3 | 21 | 8  | +13  |
| 2    | Nacional               | 28  | 15 | 8  | 4 | 3 | 28 | 10 | +18  |
| 3    | Maldonado              | 27  | 15 | 8  | 3 | 4 | 20 | 14 | +6   |
| 4    | Boston River           | 27  | 15 | 8  | 3 | 4 | 20 | 16 | +4   |
| 5    | Peñarol T              | 26  | 15 | 7  | 5 | 3 | 6  | 4  | +2   |
| 6    | Danubio P              | 24  | 15 | 6  | 6 | 3 | 13 | 9  | +4   |
| 7    | Fénix                  | 23  | 15 | 7  | 2 | 6 | 15 | 16 | -1   |
| 8    | CA River Plate         | 21  | 15 | 5  | 6 | 4 | 20 | 15 | +5   |
| 9    | Montevideo Wanderers   | 21  | 15 | 5  | 6 | 4 | 16 | 11 | +5   |
| 10   | Defensor SC P          | 20  | 15 | 5  | 5 | 5 | 14 | 16 | -2   |
| 11   | Rentistas              | 19  | 15 | 5  | 1 | 9 | 16 | 21 | -5   |
| 12   | Plaza Colonia          | 13  | 15 | 2  | 7 | 6 | 12 | 15 | -3   |
| 13   | Montevideo City Torque | 13  | 15 | 2  | 7 | 6 | 16 | 20 | -4   |
| 14   | Cerro Largo            | 12  | 15 | 3  | 3 | 9 | 7  | 23 | -16  |
| 15   | Albion P               | 11  | 15 | 2  | 5 | 8 | 16 | 31 | -15  |
| 16   | Cerrito                | 8   | 15 | 2  | 5 | 8 | 9  | 22 | -13  |

|  | Qualification pour la Phase finale            |
|  | T : Tenant du titre P : Promu de Segunda Liga |

### Tournoi intermédiaire
Les clubs classés à une position impaire du classement du tournoi d'ouverture sont placés dans un groupe, et les clubs d'une position paire dans un autre groupe.

#### Groupe A
| Rang | Équipe                 | Pts | J | G | N | P | Bp | Bc | Diff |
| ---- | ---------------------- | --- | - | - | - | - | -- | -- | ---- |
| 1    | Liverpool              | 14  | 7 | 4 | 2 | 1 | 11 | 6  | +5   |
| 2    | Montevideo Wanderers   | 14  | 7 | 4 | 2 | 1 | 11 | 7  | +4   |
| 3    | Peñarol T              | 11  | 7 | 3 | 2 | 2 | 12 | 8  | +4   |
| 4    | Albion P               | 11  | 7 | 3 | 2 | 2 | 7  | 7  | 0    |
| 5    | Montevideo City Torque | 10  | 7 | 3 | 1 | 3 | 10 | 8  | +2   |
| 6    | Fénix                  | 9   | 7 | 2 | 3 | 2 | 4  | 5  | -1   |
| 7    | Maldonado              | 6   | 7 | 1 | 3 | 3 | 8  | 12 | -4   |
| 8    | Rentistas              | 1   | 7 | 0 | 1 | 6 | 3  | 13 | -10  |

|  | Qualification pour la Phase finale            |
|  | T : Tenant du titre P : Promu de Segunda Liga |

#### Groupe B
| Rang | Équipe         | Pts | J | G | N | P | Bp | Bc | Diff |
| ---- | -------------- | --- | - | - | - | - | -- | -- | ---- |
| 1    | Nacional       | 19  | 7 | 6 | 1 | 0 | 15 | 1  | +14  |
| 2    | Boston River   | 13  | 3 | 4 | 1 | 2 | 8  | 5  | +3   |
| 3    | Defensor SC P  | 13  | 7 | 4 | 1 | 2 | 10 | 8  | +2   |
| 4    | CA River Plate | 9   | 7 | 2 | 3 | 2 | 7  | 6  | +1   |
| 5    | Cerro Largo    | 9   | 7 | 2 | 3 | 2 | 4  | 4  | 0    |
| 6    | Plaza Colonia  | 8   | 7 | 2 | 2 | 3 | 6  | 7  | -1   |
| 7    | Danubio P      | 7   | 7 | 2 | 1 | 4 | 6  | 9  | -3   |
| 8    | Cerrito        | 0   | 7 | 0 | 0 | 7 | 1  | 17 | -16  |

|  | Qualification pour la Phase finale            |
|  | T : Tenant du titre P : Promu de Segunda Liga |

#### Finale
| Finale du tournoi intermédiaire | Liverpool Fútbol Club | 0-1   | Club Nacional de Football | Stade Centenario           |                            |
| 27 juillet 2022 20:00           |                       | (0-1) | Yonathan Rodríguez 36e    | Arbitrage : Andrés Matonte | Arbitrage : Andrés Matonte |

### Tournoi de clôture
| Rang | Équipe                 | Pts | J  | G  | N | P  | Bp | Bc | Diff |
| ---- | ---------------------- | --- | -- | -- | - | -- | -- | -- | ---- |
| 1    | Nacional               | 34  | 15 | 10 | 4 | 1  | 26 | 9  | +17  |
| 2    | CA River Plate         | 30  | 15 | 9  | 3 | 3  | 29 | 12 | +17  |
| 3    | Maldonado              | 30  | 15 | 8  | 6 | 1  | 19 | 11 | +8   |
| 4    | Liverpool              | 28  | 15 | 8  | 4 | 3  | 23 | 12 | +11  |
| 5    | Danubio P              | 25  | 15 | 6  | 7 | 2  | 19 | 10 | +9   |
| 6    | Defensor SC P          | 25  | 15 | 7  | 4 | 4  | 18 | 12 | +6   |
| 7    | Boston River           | 22  | 15 | 6  | 4 | 5  | 21 | 15 | +6   |
| 8    | Peñarol T              | 22  | 15 | 6  | 4 | 5  | 20 | 16 | +4   |
| 9    | Cerro Largo            | 19  | 15 | 5  | 4 | 6  | 11 | 18 | -7   |
| 10   | Fénix                  | 17  | 15 | 4  | 5 | 6  | 13 | 15 | -2   |
| 11   | Montevideo Wanderers   | 16  | 15 | 4  | 4 | 7  | 12 | 19 | -7   |
| 12   | Albion P               | 16  | 15 | 4  | 4 | 7  | 11 | 19 | -8   |
| 13   | Plaza Colonia          | 14  | 15 | 4  | 2 | 9  | 11 | 20 | -9   |
| 14   | Montevideo City Torque | 13  | 15 | 4  | 1 | 10 | 12 | 24 | -12  |
| 15   | Rentistas              | 10  | 15 | 3  | 1 | 11 | 16 | 31 | -15  |
| 16   | Cerrito                | 9   | 15 | 2  | 3 | 10 | 10 | 28 | -18  |

|  | Qualification pour la Phase finale            |
|  | T : Tenant du titre P : Promu de Segunda Liga |

### Phase finale
La demi-finale oppose le vainqueur du tournoi d'ouverture et le vainqueur de celui de fermeture. Le vainqueur joue ensuite contre le premier du classement cumulé pour le titre de champion d'Uruguay.
|  | Demi-finales        | Demi-finales | Demi-finales | Demi-finales |                       |          | Finale | Finale | Finale | Finale |
|  |                     |              |              |              |                       |          |        |        |        |        |
|  | 30 octobre 2022     |              |              |              |                       |          |        |        |        |        |
|  | Vainqueur Ouverture | Liverpool    | 1            | 1            |                       |          |        |        |        |        |
|  | Vainqueur Ouverture | Liverpool    | 1            | 1            |                       |          |        |        |        |        |
|  | Vainqueur Clôture   | Nacional     | 4            | 4            |                       |          |        |        |        |        |
|  | Vainqueur Clôture   | Nacional     | 4            | 4            | 1er classement cumulé | Nacional |        |        |        |        |
|  |                     |              |              |              | 1er classement cumulé | Nacional |        |        |        |        |
|  |                     |              | finaliste    | Nacional     |                       |          |        |        |        |        |
|  |                     |              |              |              |                       |          |        |        |        |        |
|  |                     |              |              |              |                       |          |        |        |        |        |
|  |                     |              |              |              |                       |          |        |        |        |        |
|  |                     |              |              |              |                       |          |        |        |        |        |

- Le Nacional remporte la demi-finale, étant déjà qualifié pour la finale, celle ci n'a pas lieu, le club est couronné champion d'Uruguay 2022. Le club remporte son 49e titre[3].

## Classement cumulé
| Rang | Équipe                 | Pts | J  | G  | N  | P  | Bp | Bc | Diff |
| ---- | ---------------------- | --- | -- | -- | -- | -- | -- | -- | ---- |
| 1    | Nacional               | 81  | 37 | 24 | 9  | 4  | 69 | 20 | +49  |
| 2    | Liverpool              | 74  | 37 | 22 | 8  | 7  | 55 | 26 | +29  |
| 3    | Maldonado              | 63  | 37 | 17 | 12 | 8  | 47 | 37 | +10  |
| 4    | Boston River           | 62  | 37 | 18 | 8  | 11 | 49 | 36 | +13  |
| 5    | CA River Plate         | 60  | 37 | 16 | 12 | 9  | 56 | 33 | +23  |
| 6    | Peñarol T              | 59  | 37 | 16 | 11 | 10 | 42 | 30 | +12  |
| 7    | Defensor SC P          | 58  | 37 | 16 | 10 | 11 | 42 | 36 | +6   |
| 8    | Danubio P              | 56  | 37 | 14 | 14 | 9  | 38 | 28 | +10  |
| 9    | Montevideo Wanderers   | 51  | 37 | 13 | 12 | 12 | 39 | 37 | +2   |
| 10   | Fénix                  | 49  | 37 | 13 | 10 | 14 | 32 | 36 | -4   |
| 11   | Cerro Largo            | 40  | 37 | 10 | 10 | 17 | 22 | 45 | -23  |
| 12   | Albion P               | 38  | 37 | 9  | 11 | 17 | 33 | 57 | -24  |
| 13   | Montevideo City Torque | 36  | 37 | 9  | 9  | 19 | 38 | 52 | -14  |
| 14   | Plaza Colonia          | 35  | 37 | 8  | 11 | 18 | 29 | 42 | -13  |
| 15   | Rentistas              | 30  | 37 | 8  | 3  | 26 | 35 | 65 | -30  |
| 16   | Cerrito                | 17  | 37 | 4  | 8  | 25 | 20 | 67 | -47  |

|  | Qualification pour la Copa Libertadores 2023                              |
|  | Qualification pour la phase de qualification de la Copa Libertadores 2023 |
|  | Qualification pour la phase de qualification de la Copa Sudamericana 2023 |
|  | Relégation en Segunda Liga                                                |
|  | T : Tenant du titre P : Promu de Segunda Liga                             |

- La relégation est calculée d'après les points obtenus les deux dernières saisons.

## Bilan de la saison
| Championnat d'Uruguay de football 2022 |                           |
| Champion                               | Nacional (49e titre)      |
| Qualifications continentales           |                           |
| Copa Libertadores 2023                 | Nacional                  |
| Copa Libertadores 2023                 | Liverpool                 |
| Copa Libertadores 2023                 | Maldonado                 |
| Copa Libertadores 2023                 | Boston River              |
| Copa Sudamericana 2023                 | Peñarol                   |
| Copa Sudamericana 2023                 | CA River Plate            |
| Copa Sudamericana 2023                 | Defensor SC               |
| Copa Sudamericana 2023                 | Danubio                   |
| Promotions et relégations              |                           |
| Promus en Primera División             | Racing Club de Montevideo |
| Promus en Primera División             | La Luz Fútbol Club        |
| Promus en Primera División             | Cerro                     |
| Relégués en Primera B                  | Albion                    |
| Relégués en Primera B                  | Rentistas                 |
| Relégués en Primera B                  | Cerrito                   |